# Quillén (comuna)
Quillén fue una de las comunas que integró el antiguo departamento de Traiguén, en la provincia de Malleco.
En 1920, de acuerdo al censo de ese año, la comuna tenía una población de 6852 habitantes. Su territorio fue organizado por decreto del 22 de diciembre de 1891, a partir del territorio de la subdelegación 4.° Quillén.

## Historia
La comuna fue creada por decreto del 22 de diciembre de 1891, con el territorio de la subdelegación 4.° Quillén. Durante esa época, había llegado un contingente de colonos europeos, principalmente suizos, como también alemanes y franceses, quienes fueron los pioneros en las labores de desarrollo urbano y agropecuario del área comunal, con el establecimiento de los primeros molinos, además de la primera escuela de la comuna, de habla alemana, inaugurada en 1904.
Mientras que la cabecera comunal fue trasladada en 1896 a la localidad de Perquenco, también de reciente fundación, la comuna fue suprimida mediante la reorganización político-administrativa del país, llevada a cabo con el Decreto Ley N.º 803, del 22 de diciembre de 1925. Se creó, en su lugar, la comuna de Perquenco, localidad que ya había sido declarada cabecera comunal mediante Ley de la República en 1901. En la actualidad se conserva el nombre de la localidad como un sector rural de dicha comuna, donde se ubica la Estación Quíllem de ferrocarriles, creada en 1892.